# Liberazione condizionale
La liberazione condizionale (o condizionata) è un istituto giuridico del diritto penale di molti Paesi. Consiste nella sospensione della pena detentiva e vi si può far ricorso quando, di massima, ne sia stata scontata una congrua parte.

## Italia
In Italia essa è regolata dagli articoli 176 e 177 del codice penale. Nel linguaggio comune e giornalistico, la scarcerazione sotto condizione viene chiamata anche libertà controllata, confondendosi con la modalità così definita con cui si può essere ammessi a scontare pene detentitive molto lievi (fino ad un anno di reclusione), ovvero su conversione di pene pecuniarie non pagate.

### Requisiti giuridici
Per essere ammessi ai benefici di cui al citato art. 176 c.p. è necessario rispettare i seguenti requisiti oggettivi (stabiliti per legge) e soggettivi (da valutarsi in sede giudicante):

#### Requisiti oggettivi
- aver scontato almeno 30 mesi e comunque almeno metà della pena, qualora la pena residua non superi i 5 anni;
- aver scontato almeno 4 anni di pena e non meno di ¾ della pena irrogata, in caso di recidiva aggravata o reiterata;
- aver scontato almeno 26 anni di pena in caso di condanna all'ergastolo;
- aver scontato almeno ⅔ della pena, fermi restando gli ulteriori requisiti e limiti sanciti dall'art. 176 c.p., in caso di condanna per i delitti di cui all'art. 4/bis l. 354/75 (art. 2 del D.L. 13/5/1991, n. 152, convertito in legge 12/7/1991, n. 203).

#### Requisiti soggettivi
- aver tenuto un comportamento tale da far ritenere sicuro il proprio ravvedimento;
- aver assolto le obbligazioni civili derivanti dal reato, salvo che il condannato dimostri di trovarsi nell'impossibilità di adempierle.

Può, inoltre, chiedere di essere ammesso al beneficio in qualsiasi momento della detenzione la persona condannata che stia scontando una pena per reato commesso quando era minore di 18 anni.
Qualora la liberazione condizionale non sia concessa per riscontrato difetto del requisito del ravvedimento, una nuova richiesta non può essere riproposta prima che siano decorsi sei mesi dal giorno in cui è divenuto irrevocabile il provvedimento di rigetto (giusta art. 682 c.p.p.).

### Procedura per l'ottenimento del beneficio della liberazione condizionale
L'istanza per essere ammessi al beneficio della liberazione condizionale dev'essere presentata, corredata dalla documentazione necessaria, al direttore dell'istituto di reclusione nel quale il condannato è detenuto; il direttore dell'istituto di reclusione provvede poi a trasmettere l'istanza al Tribunale di sorveglianza competente per giurisdizione territoriale. 
Il Tribunale di sorveglianza, rilevato il rispetto dei requisiti oggettivi e valutato il condannato rispondente a quelli soggettivi, emette ordinanza di concessione della liberazione condizionale, dandone comunicazione al Magistrato di sorveglianza e all'ufficio di esecuzione penale esterna nella cui giurisdizione territoriale il detenuto trascorrerà la libertà vigilata.

### Revoca della liberazione condizionale
La liberazione condizionale può essere revocata dal Tribunale di Sorveglianza, a seguito di proposta di revoca da parte del Magistrato di Sorveglianza, nei seguenti casi:
- Se la persona liberata commetta un delitto o una contravvenzione della stessa indole;
- Se trasgredisca gli obblighi previsti dalla libertà vigilata.

### Conclusione della liberazione condizionale
La liberazione condizionale si conclude automaticamente una volta decorso tutto il tempo della pena inflitta, oppure dopo 5 anni dalla data del provvedimento di liberazione condizionale, se si tratta di condannato all'ergastolo, sempre che non sia intervenuta alcuna causa di revoca.